# Sara Berretima
Sara Berretima (en arabe : سارة برتيمة) est une scénariste et auteure algérienne, née le 20 février 1984 à Touggourt,.

## Biographie

### Étude
Sarah est diplômée du Faculté  journalisme d’Alger  (spécialisation audiovisuelle), où elle a travaillé pour les journaux Al-Khabar et Al Masaa. Sarah est ensuite partie en Égypte pour étudier l’écriture de scénario, où elle a étudié à l’Institut des arts du théâtre du Caire pendant deux ans, où son court métrage « Le Royaume de mon Père » a remporté un prix.
Elle œuvre également à former de nombreuses personnes intéressées par le monde du cinéma dans des ateliers et des résidences d'écriture de scénarios à l'aide de logiciels spécifiques.

## Filmographie

### Cinéma

#### Coordinatrice de production
- 2007 : Mal Wetni

### Télévision

#### Scénariste
- 2011 : Zeyyen Saadek
- 2013 :Taxi w khlass
- 2013 : Nassi w bladi
- 2015 : Rayyeh Djay
- 2017 : El Khawa
- 2019 : 100 ans Irak
- 2021 : Timoucha
- 2023 : El Dama [5]

- 2025 : Li fat mat